# کومیتاس وارداپت
کومیتاس وارداپت (به ارمنی: Կոմիտաս Վարդապետ) (زاده ۱۸۶۹ - درگذشته ۱۹۳۵) روحانی، نظریه‌پرداز موسیقی، آهنگ‌ساز، رهبر ارکستر، نوازنده (موزیکولوژی، کاپل‌مایستر)، استاد علوم تربیتی و غیره ویژگی‌هایی که می‌توان با آنان یکی از بزرگان فرهنگ ارمنی، کومیتاس را ترسیم کرد. اگر یک نام موسیقی ارمنی باشد آن نام بی تردید، کومیتاس است.
در کودکی محرومیت از پدر و مادر، بی‌خانمانی و زندگی در یتیم خانه را تجربه کرد. در سال ۱۹۱۵ میلادی در اوج شهرت و خلاقیت هنری توسط امپراتوری عثمانی دستگیر و تبعید شد، از نسل‌کشی ارامنه نجات یافت، ولی دیگر هرگز نتوانست به زندگی عادی بازگردد و باقی‌مانده عمرش را در آسایشگاه روانی سپری کرد.

## زندگی‌نامه
نام واقعی او سوقومون گئورگی سوقومونیان (به ارمنی: Սողոմոն Գևորգի Սողոմոնյան) (به انگلیسی: Soghomon Soghomonian) بود. کومیتاس نامی‌بود که در کلیسا به او دادند. در ۸ اکتبر [سبک قدیمی: ۲۶ سپتامبر] ۱۸۶۹ میلادی در شهر کوتاهیا نزدیک استانبول به دنیا آمد. یکسال داشت که مادرش را از دست داد و در یازده سالگی پدرش را، او را به یتیم خانه سپردند، صدای خوشی داشت و در یتیم خانه بچه‌ها را سر گرم می‌کرد. به سبب صدای خوش وارد کلیسا شد و به واسطه استاد موسیقی اش پس از مدتی او را به برلین فرستادند.
در دانشگاه سلطنتی فریدریش ویلهلم مورنائو تحصیل موسیقی پرداخت، غیر از رشته موسیقی به مطالعه روانشناسی و فلسفه نیز همت گمارد. سرانجام در سال ۱۸۹۹ به واغارشاپات (اچمیادزین) مقر کلیسای ارمنی در ارمنستان بازگشت.
کومیتاس را بیش از همه به عنوان کسی که موسیقی مردم مناطق روستایی ارمنستان را گردآوری کرده و از نابودی نجات داده است می‌شناسند، او شعر و موسیقی بیش از ۴۰۰۰ ترانه را جمع‌آوری کرد، که بخشی از آن منتشر شده‌است. کومیتاس در سال‌های ۱۹۰۰ میلادی مدتی طولانی در اروپا اقامت گزید. کنسرتهای بی‌شماری در شهرای مختلف اروپا مخصوصاً در برلین و پاریس اجرا کرد؛ که همواره با استقبال تماشاگران و تحسین موسیقی دانان رو به رو می‌شد. علاوه بر این در مراکز فرهنگی شهرهایی چون تفلیس، باکو، و قاهره نیز کنسرت‌هایی داشت. انعکاس اخبار ارزیابی هنرمندان و موسیقی دانان در آن زمان حاکی از موفقیت توصیف ناپذیر کومیتاس در عرصه جهانی است. کومیتاس از سال ۱۹۱۱ در استانبول مستقر گشت. او در میان روشنفکران و هنرمندان ترک نیز شناخته شده و محبوب بود.

## و سرانجام نسل‌کشی ارمنی‌ها ۲۴ آوریل ۱۹۱۵
تبعید کومیتاس نیز جزئی از برنامه نابودی بیش از ۲۰۰ تن از روشنفکران و نویسندگان ارمنی استانبول بود. کومیتاس شاهد مرگ، نابودی و کشتار دوستان و مردمش شد. هر چند از این کشتار سبعانه جان سالم به در برد اما جراحات روحی عمیق این فاجعه هولناک هرگز التیام نیافت، و به تبع آن سلامتی روانی اش را از دست داد.
وی باقی‌مانده عمر خود را تا زمان مرگش یعنی سال ۱۹۳۵ در آسایشگاه روانی در پاریس سپری کرد. در سال ۱۹۳۶ پیکر کومیتاس به ایروان منتقل و در کنار مزار بزرگان فرهنگ ارمنی، پانتئون کومیتاس به خاک سپرده شد. رسالت والای کومیتاس این بود که به جهان و جهانیان نشان دهد که ارمنیان دارای فرهنگ و هویت خاص و ویژه خود هستند و در این بین موسیقی ارمنی دارای ریشه‌های اصیل ارمنی نشات گرفته از سرزمین ارمنستان است. رسالتی که کومیتاس توانست آن را نیک به انجام رساند.

## کومیتاس در مجمع بین‌المللی موسیقی
در یکی از این کنسرت‌های او، که در پاریس ترتیب یافت، شخصیت‌های معروفی حضور داشتند مانند مدیر اپرای گراند، موسیقیدان و نویسندهٔ مشهور رومن رولان، کلود دبوسی، لویی لالوا، پل کیون، بورکو تیوکادرن و چهره‌های هنری و ادبی سرشناس دیگر.
کومیتاس پس از بازگشت به ارمنستان در ۱۹۱۰ عازم استانبول شد. شهری که ارمنیان در پیشرفت آن، از نظر فرهنگ و صنعت، نقش به سزایی داشتند.
در ۱۸۹۹، پروفسور اسکار فلایشر (مجمع موسیقی بین‌المللی) را، که اعضای مؤسس آن بیست نفر بودند و کومیتاس یکی از آن‌ها بود، تأسیس کرد. به مرور زمان این مجمع تبدیل به کنگره‌ای بین‌المللی شد که یکی از این کنگره‌ها در ۱۹۱۴ در پاریس با شرکت چهارصد نفر برگزارشد. در همان سال، از خاورمیانه فقط از کومیتاس دعوت به عمل آمد که برای ایراد سخنرانی در آن کنگره شرکت کند، سخنرانی کومیتاس از دو بخش تشکیل شده بود:
- - موسیقی روستایی ارمنی.
- - نت‌نویسی قدیم و جدید ارمنی در موسیقی مذهبی.

موضوع سخنرانی چنان مورد توجه اعضای کنگره واقع شد که آن‌ها خواستار سخنرانی دیگری از وی شدند.
سخنرانی فوق آخرین سخنرانی کومیتاس بود زیرا یک سال بعد یعنی در ۲۴ آوریل ۱۹۱۵ زمانی که از عمر او فقط ۴۶ سال می‌گذشت همراه با دویست تن از روشنفکران ارمنی دستگیر و به کشتارگاه ترکان عثمانی فرستاده شد. هر چند کومیتاس به وساطت سفیران کشورهای اتریش، ایتالیا، سوییس، آمریکا و بلغارستان، که او را از قبل می‌شناختند، از قتلگاه بازگردانده شد ولی روح حساس او پس از مشاهدهٔ صحنه‌های فجیع کشتار تعادل خود را برای همیشه از دست داد و او را تبدیل به کالبدی بی جان نمود.

اسکار فلایشر، که ریاست (مجمع بین‌المللی موسیقی) را به عهده داشت، بعدها چنین اظهار نظر کرد: 
در سال ۱۸۹۹ در مجمع بین‌المللی موسیقی شعبه برلن، کومیتاس یک سخنرانی دربارهٔ موسیقی فولکلوریک و مذهبی ارمنی ایراد کرد، آن روز یک روز فراموش نشدنی برای همهٔ ما بود، چنین سخنرانی ای در مجمع ما بی‌سابقه بود. من مطمئن هستم که در مجامع دیگر حتی در پاریس چنین سخنرانی ای ایراد نشده‌است.

ریچارداشمیت نیز که در این جلسه حضور داشت با مخاطب قرار دادن کومیتاس چنین اظهار نظر کرده‌است: 
شما نوای مخصوص به خود را ایجاد کرده‌اید. نوایی که مانند خط قرمز مشخصی درتمام آثار شما جلب نظر می‌کند. این را من نوای موسیقی ارمنی می‌نامم چون تا به حال در هیچ اثر دیگری به آن برخورد نکرده‌ام.
البته، نوای مورد نظر ریچارد اشمیت منحصر به سبک آهنگسازی کومیتاس نبود بلکه ریشه آن را در مدهای موسیقی ارمنی باید جستجو کرد که کومیتاس با مطالعه زیاد آن‌ها را کشف کرد و به کار گرفت.
آلیوش ملیشار موسیقی دان و رهبر ارکستر آلمانی هم که در جمع حضور داشت افزود: 
کومیتاس استاد بی نظیری است. هارمونی او بسیار جا افتاده و رنگین است. من فکر می‌کنم به جز او کس دیگری نمی‌توانست آن نت‌ها و آکوردها را به آن نحو عالی تسلسل دهد.

کومیتاس سخنرانی دیگری برای اعضای (مجمع بین‌المللی موسیقی) شعبهٔ وین ایراد کرد که همچون سخنرانی قبل همراه با اجرای موسیقی بود. در خاتمه، پروفسور موسیقی و دبیر (مجمع بین‌المللی موسیقی)، ماکس زایفرد، چنین اظهار نظر کرد: 
برای من افتخار بزرگی است که از طرف مجمع بین‌المللی موسیقی شعبه شهرمان یعنی وین از شما، برای کنسرت و سخنرانی جالبی که دربارهٔ تاریخ موسیقی ارمنی ایراد کردید، تشکر کنم.
شنیدن این موسیقی و سخنرانی برای تمامی ما بسیار جالب و شگفت‌انگیز بود و خاطرهٔ آن هیچ وقت از ذهن مدعوان محو نخواهد شد.

در سدهٔ گذشته، وین پایتخت جهان موسیقی محسوب می‌شد. طبیعتاً، این شهر اساتید بسیاری را دیده بود ولی کومیتاس گویا با دیگران فرق داشت چرا که نبوغ او چشمگیر بود. ویلن اگون، استاد موسیقی در دانشگاه وین، دربارهٔ او گفته‌است: 
استعداد عجیب کومیتاس شگفت‌انگیز است. او آوازهای محلی را بسیار خوب شناخته و آن‌ها را با مهارت و نرمش عجیبی تنظیم کرده‌است. من با شنیدن و مطالعهٔ این آوازها به این نتیجه رسیدم که کومیتاس در تنظیم و پلی فنی چهره منحصربه‌فردی است.

توماس هرمان، استاد موسیقی، نیز دربارهٔ او گفته‌است: 
کومیتاس درخشان‌ترین استاد در موسیقی محلی ارمنی است. تحقیقات او بسیار وسیع اند و تمام آنهایی که مایل اند به تنظیم موسیقی ارمنی بپردازند اول باید کارهای کومیتاس را عمیقاً مطالعه کنند
او در ارمنستان پیش از عظیمت به برلن به جرگهٔ روحانیون پیوسته بود و توجه خاصی نسبت به موسیقی مذهبی داشت. او توانست با جمع‌آوری بسیاری از نمونه‌های آوازهای مذهبی چه به صورت شفاهی، که در کلیساهای دور افتادهٔ ارمنستان اجرا می‌شد، و چه به صورت نت‌نویسی جدید ارمنی، ثبت شده بود، و پس از مطالعات زیاد بر روی این آوازها و بر اساس آن‌ها موسیقی پاتاراگ (به معنای نیایش)، موسیقی مذهبی مخصوص روز یکشنبه و اعیاد به معنی (قربانی بدون خون) را بنویسد.
این موسیقی از طرف صاحب نظران مقام شامخی یافت.

کومیتاس قطعاتی از پاتاراگ را در اکثر کنسرت‌های خود می‌گنجاند شاید تحت تأثیر این نوع تفکر بود که، در پایان یکی از اجراها در کلیسای ارامنهٔ شهر وین پ. آدلی گفته بود: 
من نمی‌دانم اگر خداوند صدای شما ارمنیان را نشنود به صدای چه کسی باید گوش فرا دهد؟

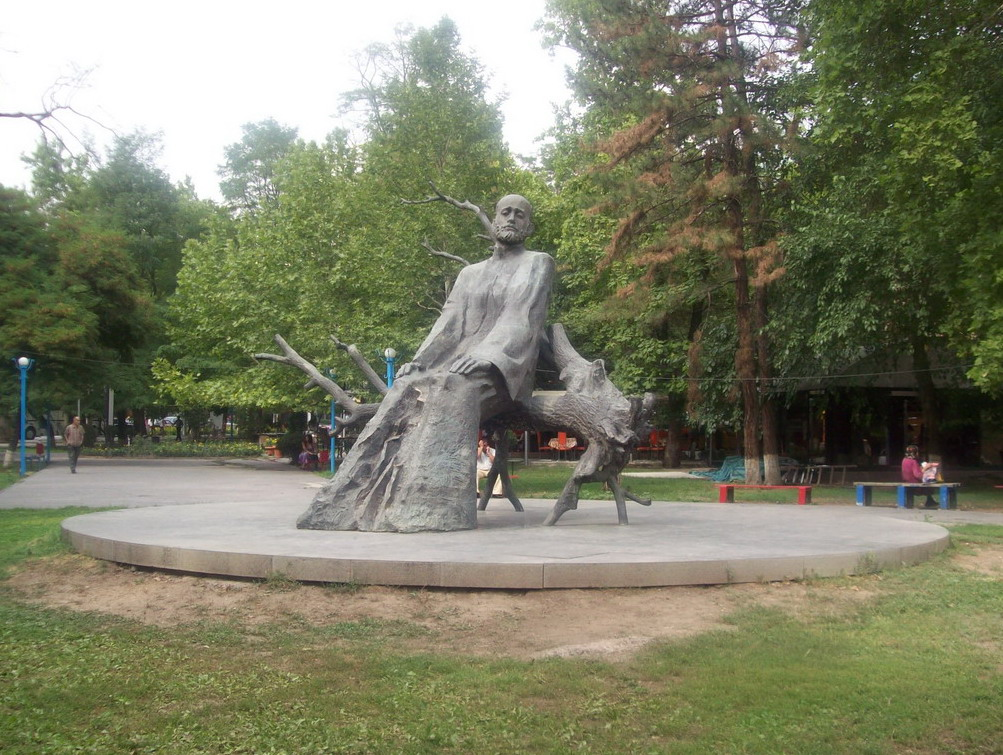
مجسمه کومیتاس وارداپت در ایروان

اجرای آواز (آندونی) تأثیر عمیقی بر حضار گذاشت. روزنامه‌ها دربارهٔ این کنسرت نوشتند. کلود دبوسی به طرف صحنه قدم برداشت و همه با احترام به او راه دادند. پس از اینکه او جلوی کومیتاس قرار گرفت زانو زد، انتهای فراجه (لباس مذهبی) او را گرفت و به لب‌هایش فشرد و با صدای بلند گفت:
پدر کومیتاس! من در مقابل نبوغ شما سر تعظیم فرود می‌آورم
 و در حالی که نفس‌های حضار بند آمده بود به طرف جمعیت برگشت و گفت:
اگر کومیتاس فقط «آندونی» را می‌نوشت باز کافی بود که جزء معروف‌ترین آهنگسازان دنیا محسوب شود.

حضور کومیتاس در پاریس و سبک منحصر به فرد او توجه محافل علمی موسیقی را به خود جلب کرد. از او دعوت کردند تا در مدرسهٔ عالی علوم رومن رولان سخنرانی و کنسرتی ترتیب دهد. در این مراسم چهره‌های سرشناس موسیقی حضور داشتند. آرمدی کاستو، رئیس انجمن موسیقی دانان فرانسه، چنین اظهار عقیده کرد:
موسیقی ارمنی غنی و شاعرانه‌است. آوازها و ملودی‌های رقص نواحی مختلف می‌تواند موضوع بحث و تحقیق گران بهایی برای محافل ادبی و موسیقی باشد. این تألیفات به راستی مبنای خوبی برای مطالعات محققان و مورخان است و کومیتاس اولین کسی است که این درها را برای آنان گشوده‌است
لویی لالوا، استاد موسیقی دانشگاه سوربن، را به چنین اظهارنظری واداشته‌اند:
ملودی‌های رقص‌های ارمنی آن قدر طبیعی، چابک و زنده هستند که می‌توانند به خوبی بازگوکنندهٔ تمام حالات روحی باشند. برای من چیزی دلپذیرتر از این ملودی‌ها وجود ندارد. نمی‌دانم اگر کس دیگری غیر از کومیتاس این نغمات را تنظیم می‌کرد چه نتیجه‌ای حاصل می‌شد چون مهارت و سلیقهٔ والای او در موفقیت و کارش کاملاً روشن است.

## چکیده‌ای از افکار کومیتاس
- من باید به هدف اصلی خود برسم. باید گنج ملی را از زیر خرابه‌های وطنم بیرون آورم.
- آوازهای ارمنی دقیقاً آن خصوصیاتی را دارند که زبان ارمنی دارا است.
- صاحب این آوازهای تحسین‌آمیز ملت ارمنی است نه من.
- در تصنیف آوازهای ارمنی نخست باید شرایط تاریخی، طبیعی و ملی را شناخت، به ساختار آوازها، معنی کلمات، به سبک و روح آن پی برد. باید با مسایلی از قبیل ریتم شعر. نوع آواز و تلفظ لغات آشنا بود. واِلا همیشه بخشی از کار ناقص خواهد ماند.
- موسیقی اولیه ما ساده بوده، بدون آلایش و فقط از چند صوت تشکیل یافته‌است، ولی به مرور زمان ملودی‌های موسیقی لطیف تر گشته و عمق و وسعت بیشتری یافته‌اند.
- به نظر من ساز فلوت پایه موسیقی است و دارای خصوصیاتی است که سازهای ملل دیگر ندارند.

اصوات آن از همه بیشتر به قلب انسان نزدیک تر است و قادر است صادقانه تمام احساسات او را منعکس کند.
- هنر رقص بیانگر خصوصیات اصلی یک ملت است. به خصوص اخلاق و درجه تمدن آن ملت را نشان می‌دهد.
- فقط آن دسته از آوازها را می‌توان ملی محسوب کرد که ملت آن را با غریزه خود و بدون تأخیر خلق می‌کند. خصوصیات این نوع آوازها به قدری مشهود است که هرگز نمی‌توان با آوازهای اقوام نزدیک اشتباه کرد.
- روستایی فرزند خلف طبیعت است و آن را با تمام وجود حس می‌کند به همین دلیل در آثار روستاییان این طبیعت است که سخن می‌گوید.
- تمام فکر و ذکر من این است که شاگردانی تربیت کنم که جذب مدارس شوند و موسیقی ملت خود را مطالعه کنند و روح آن را اشاعه دهند.
- موسیقی نیز همچو زبان قوانین، صرف و نحو و دستور زبان خودش را دارد که از موسیقی ملل دیگر متفاوت است.
- آقایان معلمان و خواهران به مسئله تعلیم و تربیت با احتیاط و خداشناسانه نزدیک شوید زیرا معلمی شغل پر مسئولیتی است. شما وظیفهٔ تربیت نسلی را دارید که در آینده افراد ملت را تشکیل می‌دهند چنانچه روش شما اشتباه باشد در نهایت ملت را نابود خواهید کرد.

## نگارخانه

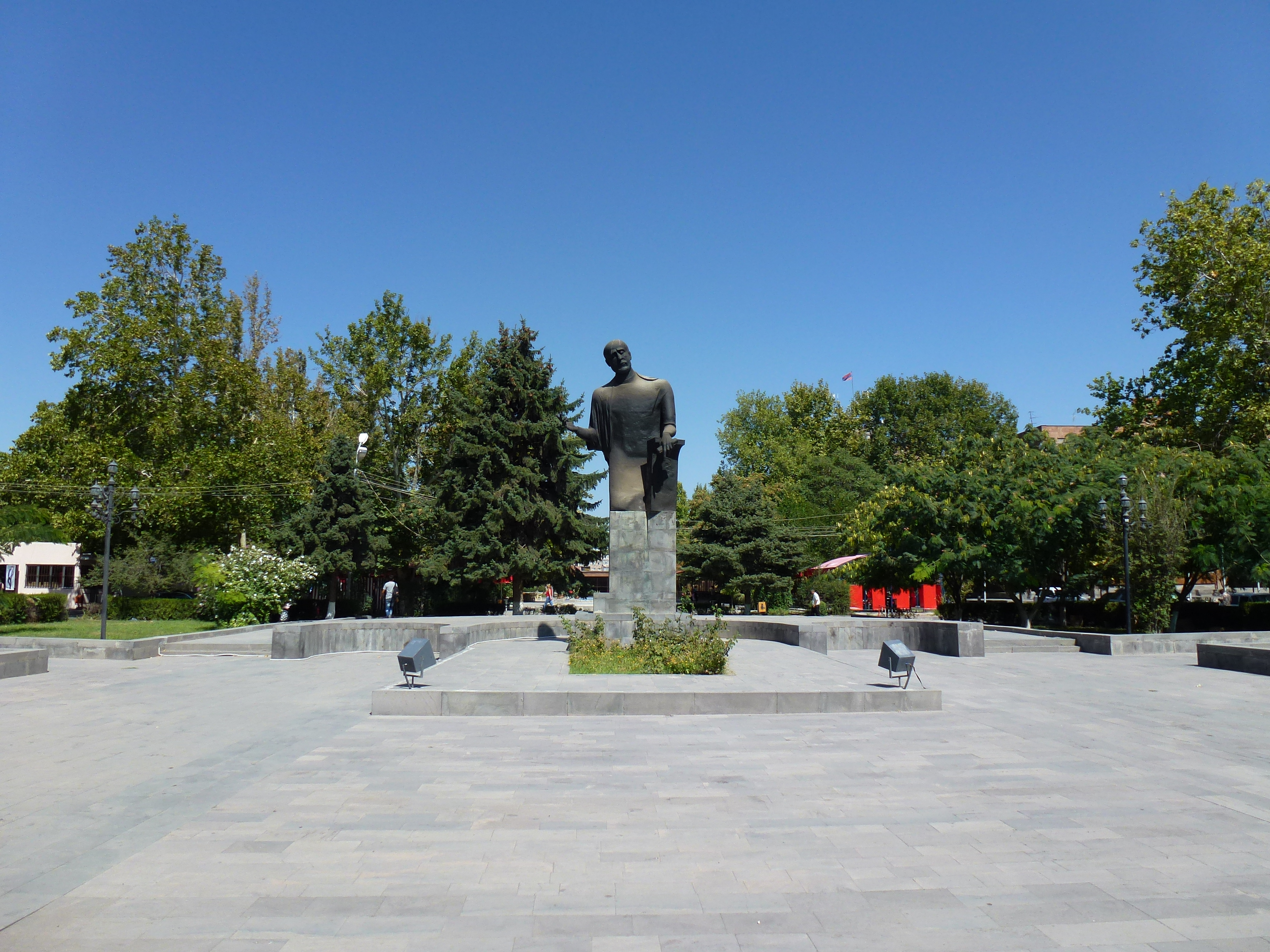
مجسمه کومیتاس وارداپت در اجمیادزین
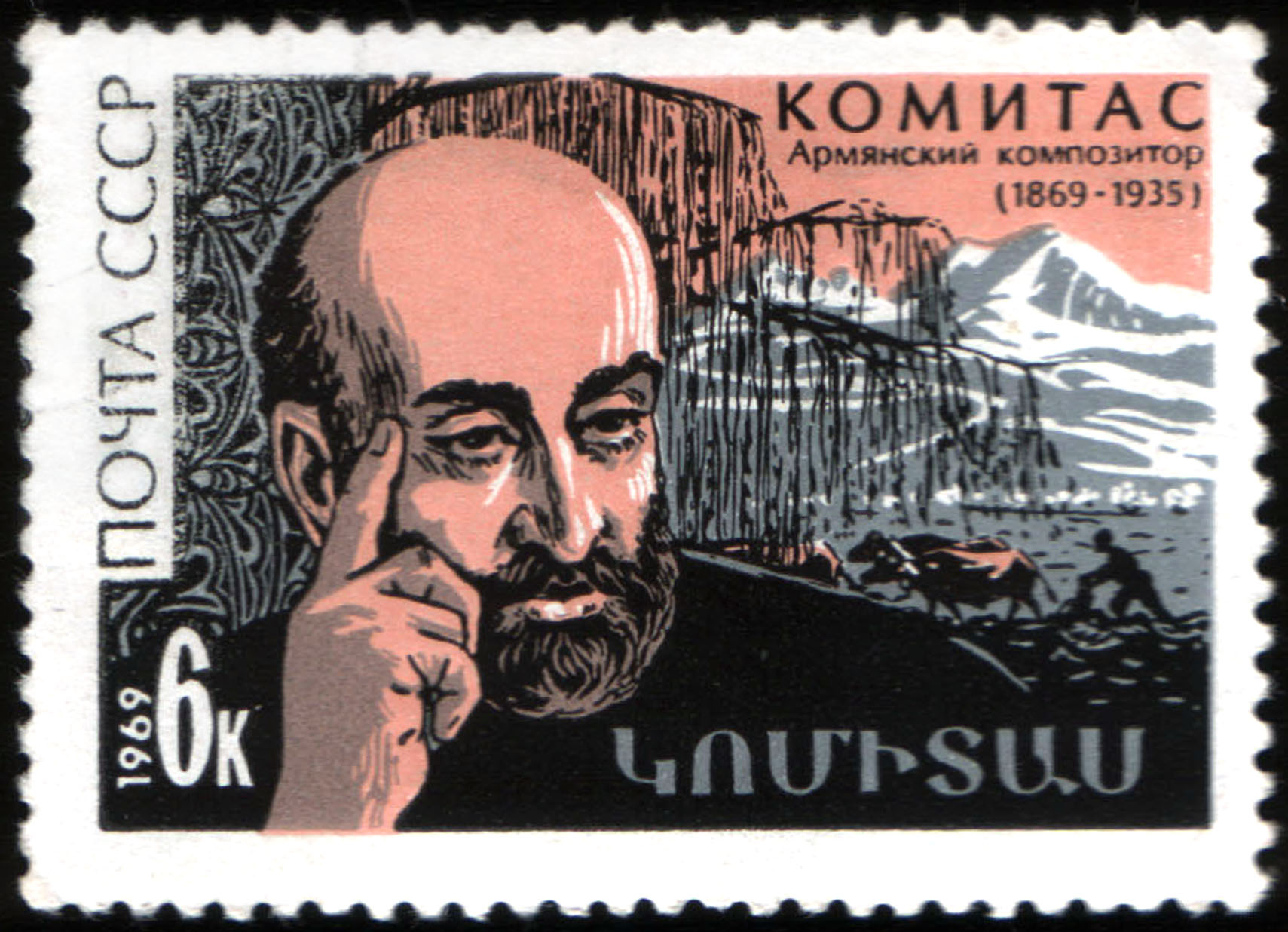
تمبر یادبود اتحاد شوروی ۱۹۶۹